# Brisura

Escut brisat al cap amb un lambel

En heràldica, la brisura (del francès brisure, de briser, 'trencar') és qualsevol modificació que s'introdueix a les armories d'una família per tal de distingir-ne les diferents branques o bé els bastards. L'ús de les brisures, per la seva complexitat, va acabar quedant relegat gairebé a les cases reials.
L'escut d'armes es pot brisar de diverses maneres:
- Mitjançant la disminució de les peces honorables;
- Canviant els esmalts d'algun element important, com ara el camper o una peça honorable;
- Afegint-hi una altra peça, generalment de segon ordre (bordures, travesses, cotisses), o bé un moble o figura (lambels, creixents, estrelles, etc.);
- Quarterant les armes d'un casal amb les de l'altre on s'estableix el fill segon.

El cap d'una determinada línia del casal porta generalment les armes plenes de la seva família a títol personal. Els altres membres (fins i tot els hereus, abans de la mort del pare) en teoria no hi tenen dret i, en principi, haurien de posar una brisura diferenciadora a les seves armes personals (o bé acontentar-se d'utilitzar les armes del casal, però no a títol personal). Si bé sovint es fa cas omís d'aquesta llei de les brisures i els segons fills es diferencien de l'hereu prenent el nom d'un altre territori i conservant les mateixes armes.
Algunes brisures tenen un significat convencional. Per exemple, a França la banda generalment és signe de legitimitat i el lambel acostuma a identificar els fadristerns o cabalers; a Anglaterra o Alemanya, en canvi, el lambel, una de les brisures més significatives, és un senyal privatiu de l'hereu. El bastó, habitualment de sable, acostuma a ser senyal de bastardia, igual com la barra, encara que sigui una de les peces honorables, o també la posició  contornada  de les figures (és a dir, dirigides cap al flanc sinistre de l'escut).
De vegades, algun noble resta obligat a modificar les seves armories amb una altra forma de brisura humiliant, per exemple quan és degradat per sentència del sobirà, que li mana invertir l'escut o suprimir-hi alguna peça, com a càstig per algun crim perpetrat.
A l'hora del blasonament, la brisura es llegeix en darrer terme. Així, l'escut de dalt de tot es blasonaria de la forma següent: «D'atzur, una cinta ondada d'argent acompanyada de tres flors de lis d'or, brisat al cap d'un lambel d'argent».

## Codificació
El sistema de brisures està rígidament codificat en certes tradicions heràldiques, com ara l'anglesa, l'alemanya o l'espanyola. Vegeu aquí sota la codificació de la monarquia hispànica, aprovada per la reina Maria Anna d'Àustria (muller de Felip IV) per privilegi del 1668, consistent en l'aplicació d'un determinat ordre de mobles per distingir els fills successius.
| Primogènit    | Fill segon | Fill tercer | Fill quart | Fill cinquè | Fill sisè | Fill setè   |
| ------------- | ---------- | ----------- | ---------- | ----------- | --------- | ----------- |
| Sense brisura | Lambel     | Creixent    | Estrella   | Merleta     | Anellet   | Flor de lis |
| Sense brisura | Lambel     | Creixent    | Estrella   | Merleta     | Anellet   | Flor de lis |

En aquest exemple, el primogènit d'una família noble té dret a portar les armes simples del casal. No obstant això, els fills segons les han de modificar amb una brisura (en aquest cas un lambel), brisura que continuaran utlitizant els hereus d'aquest segon fill, i els seus germans n'hauran d'afegir unes altres, de manera que les brisures, teòricament, es poden anar multiplicant sense límit. La família reial espanyola, però, no està subjecta a aquesta regla, ja que l'escut del príncep d'Astúries es diferencia de les armes reials amb un lambel, tot i tractar-se de l'hereu de la Corona.

## L'exemple de la Casa de Borbó
Com a exemple notable de brisures per distingir membres d'una família, es pot adduir el de la primitiva Casa de Borbó, les armes originàries de la qual consisteixen en tres flors de lis d'or en camper d'atzur. Doncs bé, com que només el cap del casal pot dur aquestes armories, els prínceps descendents van haver de brisar l'escut i ho van fer de la manera següent:
- El delfí de França, l'hereu, el va quarterar amb les pròpies armes del seu títol.[3]
- El duc d'Orleans, que fou fill segon, el va carregar amb un lambel.
- El duc d'Anjou, Carles de Valois, hi va afegir la bordura de gules.[3]
- El duc de Berry, Carles de Valois, va aplicar un engrelat a la bordura.
- El príncep de Condé, Enric de Borbó, hi va col·locar una travessa en banda de gules a la part central.[3]
- El príncep de Conti, Armand de Borbó, va admetre la bordura i la travessa en banda, tots dos de gules.
- El duc de Vendôme té la mateixa travessa en banda, però carregada de tres lleonets d'argent.

## Brisures de diverses cases reials

### Brisures de la Casa Reial Aragonesa reflectides a l'Armorial de Gelre(seglexiv), f. 62r.
| Martí d'Aragó, comte de Luna                      | Joan d'Aragó, Comte de Prades                                               | Alfons d'Aragó i Foix                                           | Joan d'Aragó, comte d'Empúries                                                          | Pere d'Aragó, Comte d'Urgell                           |
| Martí d'Aragó, comte de Luna (futur Martí l'Humà) | Joan d'Aragó, comte de Prades (fill de Pere d'Aragó i net de Jaume el Just) | Alfons d'Aragó i Foix, marquès de Villena (germà de l'anterior) | Joan d'Aragó, comte d'Empúries (fill de Ramon Berenguer d'Aragó i net de Jaume el Just) | Pere d'Aragó, comte d'Urgell (net d'Alfons el Benigne) |

### Brisures de la descendència del rei Ferran III de Castella i Lleó
| Alfons, hereu de Castella i Lleó                     | Fadric de Castella | Berenguera de Castella | Enric de Castella | Joan Manuel de Borgonya i de Suàbia | Felip de Castella | Lluís de Castella |
| Alfons, hereu de Castella i de Lleó (futur Alfons X) | Fadric de Castella | Berenguera de Castella | Enric de Castella | Joan Manuel de Borgonya i de Suàbia | Felip de Castella | Lluís de Castella |

### Brisures de l'antiga Casa Reial Portuguesa
| Rei de Portugal | Príncep hereu de Portugal | Príncep de Beira | Primer infant de Portugal | Segon infant de Portugal | Tercer infant de Portugal |
| Monarca         | Príncep hereu             | Príncep de Beira | Primer infant             | Segon infant             | Tercer infant             |

### Brisures de la Casa de Savoia
| Monarca | Príncep del Piemont | Duc de Gènova | Duc d'Aosta | Príncep de Carignan |
| Monarca | Príncep del Piemont | Duc de Gènova | Duc d'Aosta | Príncep de Carignan |

### Casa Reial del Regne Unit
| La Reina                   |                           |                           |                     |                 |                   |
| La Reina                   |                           |                           |                     |                 |                   |
| Carles, Príncep de Gal·les | Guillem, duc de Cambridge | Enric de Gal·les          | Andreu, duc de York | Beatriu de York | Eugènia de York   |
| Carles, Príncep de Gal·les | Guillem, duc de Cambridge | Enric de Gal·les          | Andreu, duc de York | Beatriu de York | Eugènia de York   |
| Eduard, comte de Wessex    | Anna, princesa reial      | Ricard, duc de Gloucester | Eduard, duc de Kent | Miquel de Kent  | Alexandra de Kent |
| Eduard, comte de Wessex    | Anna, princesa reial      | Ricard, duc de Gloucester | Eduard, duc de Kent | Miquel de Kent  | Alexandra de Kent |